# Nowa Wieś Lęborska
Nowa Wieś Lęborska (kaschubisch Nowô Wieś; deutsch Neuendorf, Kreis Lauenburg (Pommern)) ist ein Dorf im Powiat Lęborski der polnischen Woiwodschaft Pommern. Es ist Sitz der gleichnamigen Landgemeinde.

## Geographische Lage
Nowa Wieś Lęborska liegt in Hinterpommern, zwei Kilometer nordwestlich der Kreisstadt Lębork (Lauenburg (Pommern)) an der Woiwodschaftsstraße 214 (Łeba (Leba) – Lębork – Kościerzyna (Berent) – Zblewo (Hochstüblau) – Skórcz (Skurz) – Warlubie (Warlubien)/Woiwodschaft Kujawien-Pommern) am Kreuzungspunkt einer Nebenstraße, die Stowięcino (Stojentin) mit Zwartowo (Schwartow) verbindet. Der Ort verfügt über einen Bahnhof an der Bahnstrecke Pruszcz Gdański–Łeba.

## Geschichte

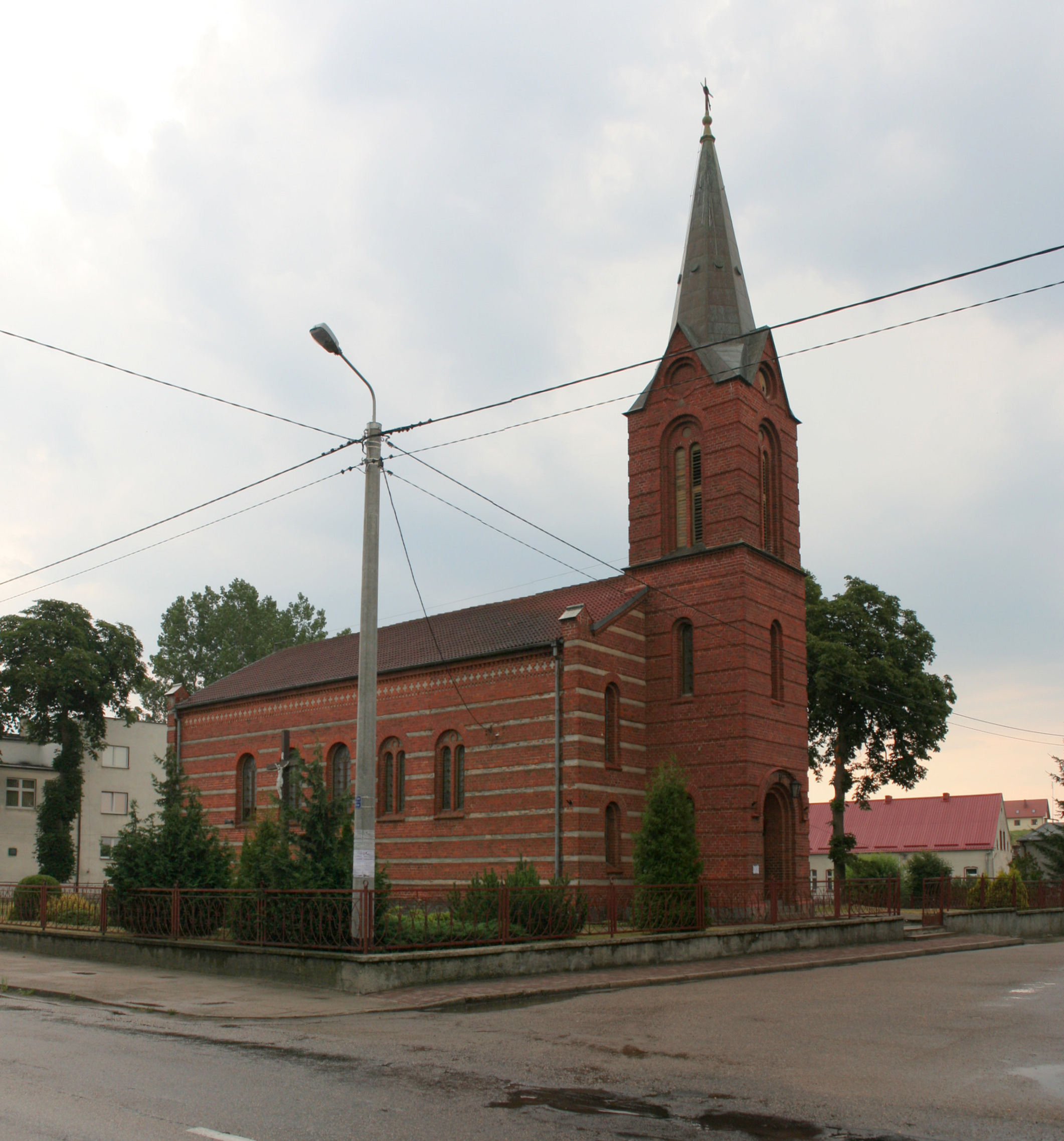
Dorfkirche, 1742 erbaut (bis 1945 evangelisch)

Im Lauenburger Land in Pommern hatte der Deutsche Ritterorden nur das in unmittelbarer Nähe zur Stadt Lauenburg gelegene Neuendorf gegründet. Bereits 1341 wird der Ort in der Lauenburger Handfeste erwähnt. Eine eigene Handfeste zu kulmischem Recht wurde ihm 1349 vom Danziger Komtur Heinrich von Rechtiv zuteil.
Aus dem Freischulzenhof wurde 1637 bis 1657 ein Amtsvorwerk. Ernst und Helmut von Osterroht verkauften das 345 Hektar große Gut an die Pommersche Landgesellschaft, die es 1930 parzellierte und 21 Siedlerstellen einrichtete.
Vor 1945 gehörte Neuendorf zum Landkreis Lauenburg i. Pom. im Regierungsbezirk Köslin der preußischen Provinz Pommern. 1939 zählte der Ort 1642 Einwohner. 
Gegen Ende des Zweiten Weltkriegs besetzte im Frühjahr 1945 die Rote Armee die Region. Bald darauf wurde Neuendorf zusammen mit ganz Hinterpommern unter polnische Verwaltung gestellt. Daraufhin begann in Neuendorf die Zuwanderung polnischer Zivilisten. Neuendorf erhielt den polnischen Ortsnamen Nowa Wieś Lęborska. In der darauf folgenden Zeit wurden die Alteinwohner Neuendorfs aus Neuendorf vertrieben.
Der Ort wurde dem Powiat Lęborski in der Woiwodschaft Pommern (bis 1998 Woiwodschaft Stolp) zugeordnet und hat heute über 2200  Einwohner. Er ist Teil und Amtssitz der gleichnamigen Landgemeinde.

### Bevölkerungsentwicklung
| Jahr | Einwohner | Anmerkungen                                                     |
| ---- | --------- | --------------------------------------------------------------- |
| 1867 | 775       | [ 2 ]                                                           |
| 1871 | 828       | davon 784 Evangelische, elf Katholiken und 33 sonstige Christen |
| 1905 | 1.100     | [ 3 ]                                                           |
| 1925 | 1.485     | davon 1.370 Evangelische und 44 Katholiken                      |
| 1933 | 1.590     | [ 5 ]                                                           |
| 1939 | 1.686     | [ 5 ]                                                           |

## Kirche

### Dorfkirche
Die Neuendorfer vormals evangelische Kirche ist 1742 erbaut worden, nachdem die Gemeinde 1641 ihres Gotteshauses beraubt worden war, das nämlich der Bischof von Kujawien beanspruchte. Zwischenzeitlich wurden die Gottesdienste im Schulzenamt gehalten. Heute trägt die Kirche, die nach 1945 zugunsten der katholischen Kirche enteignet wurde, den Namen Kościół Niepokalawego Poczęcia NMP.

### Kirchspiel/Pfarrei
Vor 1945 lebten in Neuendorf überwiegend evangelische Kirchenglieder. Die katholischen Kirchenglieder gingen zur Pfarrkirche in Lauenburg. 
Neuendorf gehörte als Filialgemeinde zum evangelischen Kirchspiel Garzigar (heute polnisch: Garczegorze), in das auch die Orte Kamelow (Kębłowo Nowowiejskie), Obliwitz (Obliwice), Reckow (Rekowo Lęborskie) und Villkow (Wilkowo Nowowiejskie) eingepfarrt waren. Die Kirchengemeinde gehörte bis 1637 zur Stadt Lauenburg.
Das Kirchspiel Garzigar war in den Kirchenkreis Lauenburg (Pommern) im Ostsprengel der Kirchenprovinz Pommern der Kirche der Altpreußischen Union eingegliedert. Im Jahre 1940 zählte es insgesamt 3.100 Gemeindeglieder, von denen 1.500 in der Filialgemeinde wohnten. Letzter deutscher Geistlicher war der Pfarrer Hermann Elgeti, der zugleich Superintendent der Synode Lauenburg war.
Seit 1945 leben überwiegend katholische Kirchenglieder in Nowa Wieś Lęborska. Hier wurde inzwischen eine selbständige Pfarrei gebildet, die zum Dekanat Lębork im Bistum Pelplin der Katholischen Kirche in Polen gehört.
Evangelische Kirchenglieder werden heute vom Pfarramt Słupsk (Stolp) in der Diözese Pommern-Großpolen der Evangelisch-Augsburgischen Kirche in Polen betreut. Nächster Kirchort ist Lębork (Lauenburg (Pommern)).

## Gmina Nowa Wieś Lęborska
Die Landgemeinde Nowa Wieś Lęborska hieß bis 1953 Gmina Nowa Wieś. Sie umfasst heute eine Fläche von 270,4 km²und zählt über 13.000 Einwohner, von denen mehr als 2400 im Ort Nowa Wieś Lęborska leben.

## Verkehr

### Straßen
Das Gemeindegebiet wird im Westen und Osten von der Landesstraße 6 Stettin – Pruszcz Gdański (Praust) auf der Trasse der ehemaligen deutschen Reichsstraße 2 (Berlin – Dirschau), heute auch Europastraße 28 (Berlin – Minsk), durchzogen. 
In Nord-Süd-Richtung verläuft die Woiwodschaftsstraße 214 von Łeba (Leba) an der Ostsee bis nach Warlubie (Warlubien) in der Woiwodschaft Kujawien-Pommern. 

### Schienen
Parallel zur Landesstraße 6 verläuft die PKP-Strecke 202 durch die Gmina Nowa Wieś Lęborska, die mit den beiden Bahnstationen Leśnice (Lischnitz) und Pogorzelice (Langeböse) an der Strecke „vertreten“ ist.
Parallel zur Woiwodschaftsstraße 214 zieht die PKP-Strecke 229 durch das Gemeindegebiet und verbindet Pruszcz Gdański (Praust) mit Łeba (Leba) an der Ostsee. Die Gmina Nowa Wieś Lęborska „stellt“ drei Bahnstationen an dieser Strecke: Nowa Wieś Lęborska, Garczegorze (Garzigar) und Lędziechowo (Landechow).
Zwischen 1910 und 1992 war Garczegorze (Garzigar) noch Endstation eine Kleinbahnlinie der Lauenburger Bahnen, später polnische Staatsbahnlinie 230, die von Wejherowo (Neustadt (Westpreußen)) über Rybno (Rieben), Choczewo (Chottschow bzw. Gotendorf), Zwarowo (Schwartow) kam. Im Gebiet der Gmina  Nowa Wieś Lęborska reihten sich die Bahnstationen wie die Perlen an einer Schnur: Tawęcino (Tauenzin), Karlikowo Lęborski (Karlkow), Rekowo Lęborskie (Reckow), Obliwice (Oblitwitz) und Janisławiec (Johannisthal).